# Lamprophyre

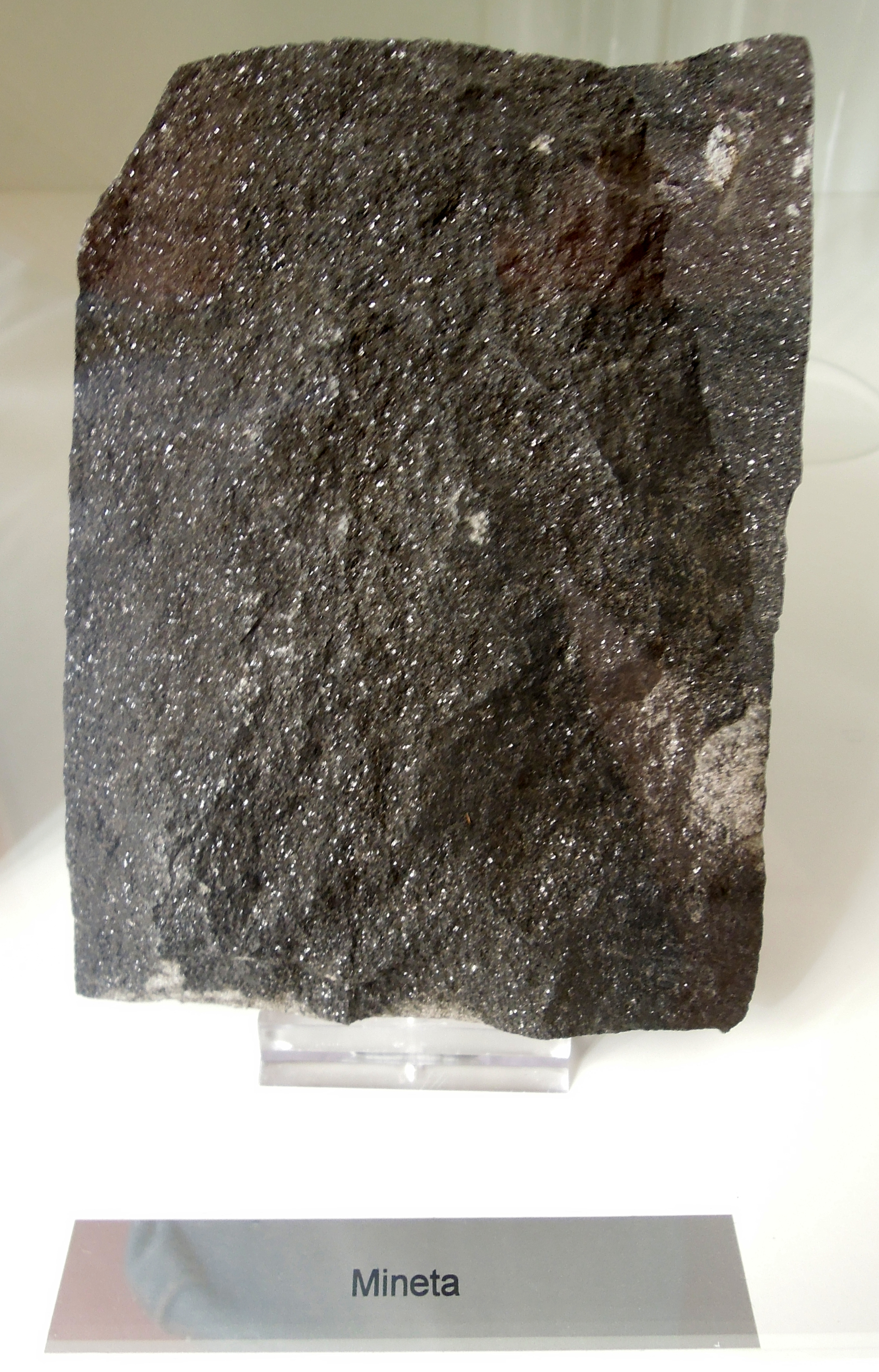
La minette est une roche peu résistante, en raison de sa richesse en biotites dont l'altération libère en surface des oxydes de fer à la couleur brune caractéristique.

Un lamprophyre (du grec λαμπρός/lamprós, « brillant », et φύρω/phýro, « mélanger ») est une roche magmatique filonienne, ferromagnésienne (mafique) et potassique, à texture microgrenue. Le terme a été proposé pour la première fois par K.W. Gümbel en 1874  pour "des roches filoniennes sombres riches en mica noir (biotite et/ou phlogopite) et en feldspath". En 1896, H. Rosenbusch (Mikroskopiche physiographie der mineralien und gesteine; Vol. II: Massige gesteine; Schweizbart, Stuttgart; 3rd ed.) a étoffé cette famille en y ajoutant les lamprophyres à amphibole. A cette époque, le groupe des lamprophyres est constitué des quatre types de roches suivants : les kersantites, les spessartites, les minettes et les vogesites, en fonction du type de feldspath (principalement du plagioclase pour les deux premiers types ; du feldspath alcalin pour les deux autres), qui accompagne soit le mica noir (kersantites et minettes), soit l'amphibole (spessartites et vogesites). À ces quatre types historiques, s'est ajoutée une variété plus alcaline et titanifère : les camptonites. 
Outre les minéraux listés ci-dessus, cette famille de roche peut également contenir du clinopyroxène, de l'olivine, généralement altérée, de l'apatite et des carbonates.
Les filons de lamprophyre se mettent généralement en place lors des derniers épisodes magmatiques des orogenèses (phases distensives tardi-orogéniques ou post-orogéniques, correspondant aux derniers stades de la formation d'une chaîne de montagne),,. Mais on en rencontre parfois, plus rarement, en contexte collisionnel franc (par exemple à l'ouest du Massif Armoricain ou dans le Massif de Bohème).

## Variétés
Selon la nature des cristaux présents, on distingue :
- la minette (terme minier vosgien), à feldspath alcalin et mica noir ;
- la vogésite (terme dérivé du massif des Vosges), à feldspath alcalin et amphibole ;
- la kersantite (terme dérivé de Kersanton à Loperhet, 29), à plagioclase et mica noir ;
- la spessartite (terme dérivé de Spessart, massif montagneux allemand), à plagioclase et amphibole ;
- la camptonite, variété alcaline.

On trouve ces roches en filon de quelques centimètres à quelques mètres d'épaisseur dont le cœur contient parfois des enclaves. Ces filons sont associés à des microsyénites, des microgranites ou à des microgranodiorites.
Étymologiquement, la racine grecque λαμπρός, lampros (clair, éclatant) dans lamprophyre est la même que l'on retrouve dans une autre roche appelée lamproïte.